# Morsano al Tagliamento

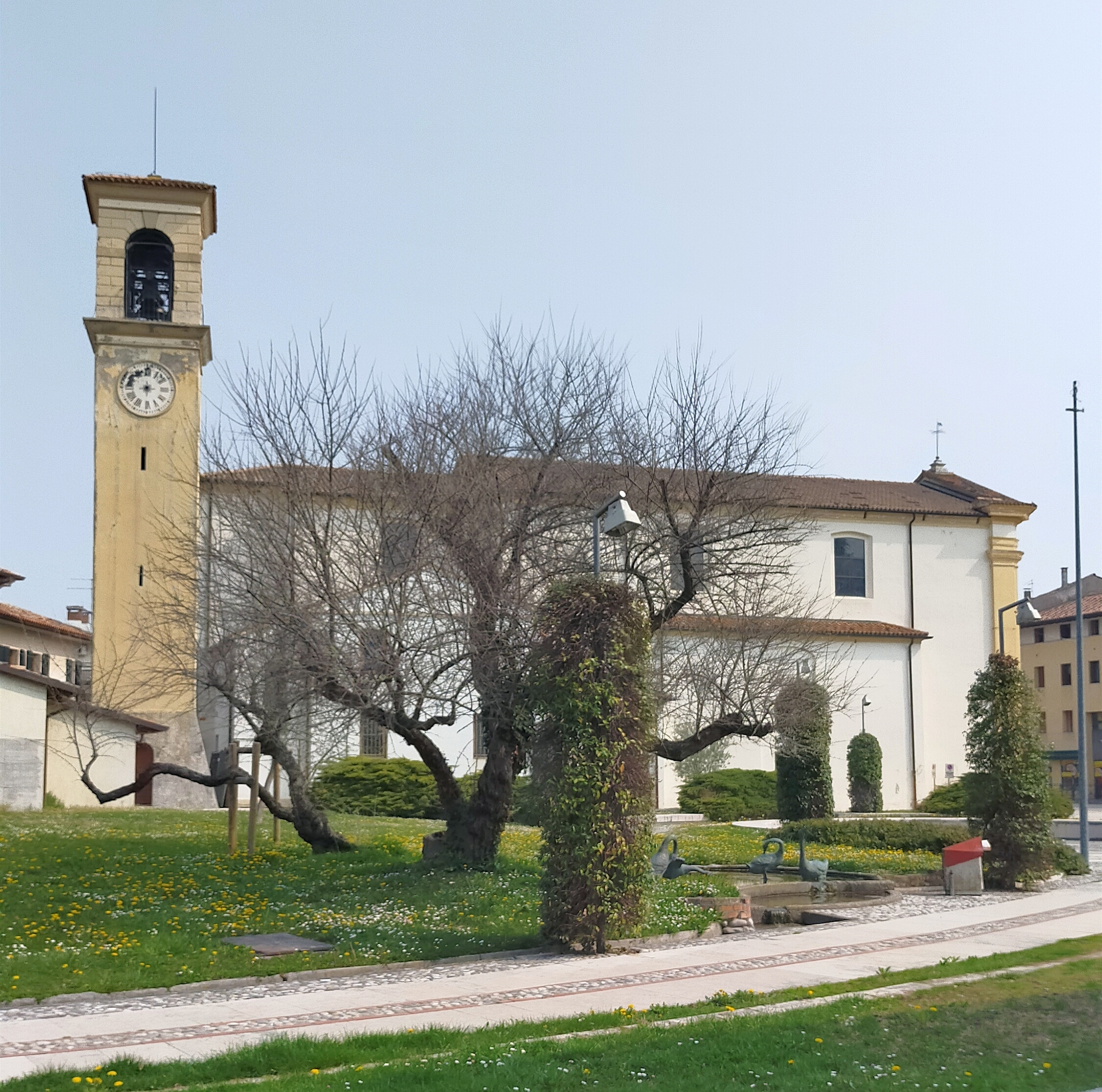
Morsano al Tagliamento

Morsano al Tagliamento là một đô thị ở tỉnh Pordenone trong vùng Friuli-Venezia Giulia, có cự ly khoảng 70 km về phía tây bắc của Trieste và khoảng 25 km về phía đông của Pordenone. Tại thời điểm ngày 31 tháng 12 năm 2004, đô thị này có dân số 2.830 người và diện tích là 32,2 km².
Đô thị Morsano al Tagliamento có các frazioni (các đơn vị cấp dưới, chủ yếu là các làng) Bando, Mussons, Saletto, và San Paolo al Tagliamento.
Morsano al Tagliamento giáp các đô thị: Camino al Tagliamento, Cordovado, Fossalta di Portogruaro, San Michele al Tagliamento, San Vito al Tagliamento, Sesto al Reghena, Teglio Veneto, Varmo.